# وادیم لاسکی
وادیم لاسکی (اوکراینی: Вадим Лепський؛ زادهٔ ۹ ژوئیهٔ ۱۹۸۵) ورزشکار ورزش شنا اهل اوکراین است.